# Ricardo Blasco
Ricardo Blasco (Valencia, 30 aprile 1921 – Madrid, 8 febbraio 1994) è stato un regista e sceneggiatore spagnolo.

## Biografia
Ricardo Blasco ha iniziato la sua carriera nell'industria cinematografica, come correttore di sceneggiature per la società Cifesa.
Negli anni '50 è stato assistente alla regia del regista Luis Lucia.
Nel 1960 debutta come regista nella commedia Amor bajo Cero. Nel 1963 dirige i film Duello nel Texas  e Le tre spade di Zorro. Nel 1965 dirige il sequel Il giuramento di Zorro.
È stato anche regista di alcune serie televisive.

## Filmografia parziale

### Regia e sceneggiatore
- Armi contro la legge (1961)
- Duello nel Texas (1963)

### Regia
- Amor bajo cero (1960)
- L'assassino del dott. Hitchkok (1963)
- Le tre spade di Zorro (1963)
- 30 grados a la sombra (1964) - serie TV
- Escuela de maridos (1964) - serie TV
- Teatro de familia (1965) - serie TV
- Tal para cual (1965) - serie TV
- Il giuramento di Zorro (1965)
- Escuela de matrimonios (1967) - serie TV